# Elizabeth Nourse

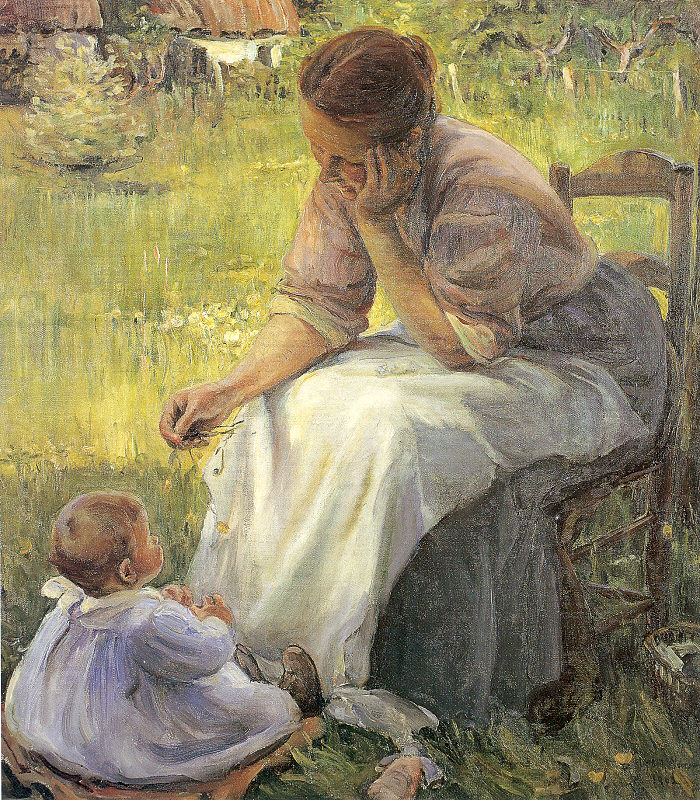
Medytacja, 1902

Elizabeth Nourse (ur. 26 października 1859 w Mount Healthy, zm. 8 października 1938) – amerykańska malarka, dekoratorka i rzeźbiarka.
Specjalizowała się w realistycznych portretach, malarstwie rodzajowym i pejzażu.

## Życiorys
Urodziła się w Mount Healthy, na przedmieściach Cincinnati w rodzinie francuskiego pochodzenia. Siedem lat uczęszczała do McMicken School of Design w Cincinnati, gdzie uczyła się pod kierunkiem Thomasa Noble rysunku, akwareli i malarstwa olejnego. Studia kontynuowała w Art Students League w Nowym Jorku. Po śmierci rodziców (1883) wróciła do Cincinnati pracowała jako dekoratorka i portrecistka. W 1887 za namową siostry wyjechała do Paryża, by doskonalić warsztat w Académie Julian pod kierunkiem Gustava Boulangera. Po zakończeniu nauki założyła własne studio, wystawiała m.in. w Salonie, wiele podróżowała. Była pierwszą kobietą, której obraz zakupił rząd francuski. Odniosła znaczny sukces artystyczny i finansowy. W 1920 przeszła mastektomię, zmarła na raka piersi w 1938 w Paryżu.
Elizabeth Nourse malowała realistyczne obrazy przedstawiające kobiety z dziećmi i podczas pracy na wsi. Często malowała wiejskie pejzaże, zajmowała się zdobieniem mebli i rzeźbą. Przez niektórych krytyków była uznana za prekursora realizmu socjalistycznego.

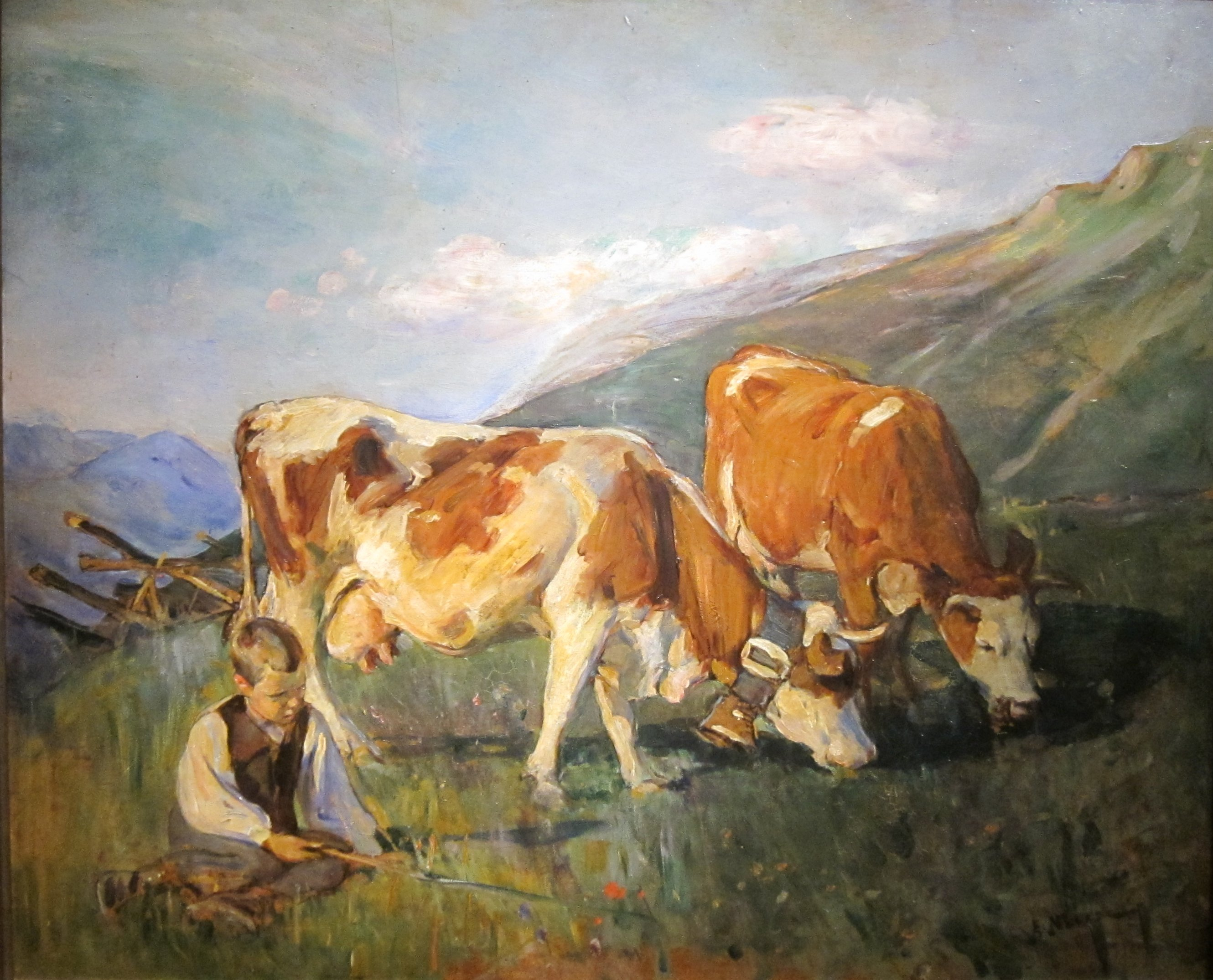
Wysoka Łąka, 1902

Była pobożną katoliczką, nigdy nie wyszła za mąż.

## Literatura dodatkowa
- Aronson, Julie (2003). Cincinnati Wing: The Story of Art w Queen City. Cincinnati Art Museum, Ohio University Press, ss. 78-81. ISBN 0-8214-1487-9. 78-81. ISBN 0-8214-1487-9.
- Kelly, James C. (2000). The South on Paper: Line, Color and Light. University of South Carolina Press, ss. 54-55. ISBN 0-9632836-3-4.